# ظلم المصطبه (مسلسل)
ظلم المصطبه هو مسلسل تلفزيوني مصري عُرض في شهر رمضان عام 1446 هـ (16 مارس 2025)، من بطولة ريهام عبد الغفور، إياد نصار، فتحي عبد الوهاب، بسمة، من تأليف أحمد فوزي صالح، ومن إخراج محمد علي.

## قصة المسلسل
في إحدى المناطق الريفية، يتنافس (حسن) وصديقه (حمادة) على حب (هند)، ثم يسافر (حسن) إلى الخارج فيجد (حمادة) الفرصة سانحة أمامه ليتزوجها، بينما يستغل نفوذ شقيقه الشيخ (علاء) من أجل تحقيق مصالحه الشخصية ويفرضان سلطتهما على سكان المنطقة، ثم يعلن (حسن) الحرب عليهما بعد عودته.

## الممثلون
- إياد نصار: (حسن)
- فتحي عبد الوهاب: (حمادة كشري)
- ريهام عبد الغفور: (هند رضوان)
- بسمة: (سحر)
- أحمد عزمي: (الشيخ علاء كشري)
- فاتن سعيد: (رحاب)
- يارا جبران: (رانيا )
- محمد السويسي: (مؤمن )
- أحمد عبد الحميد: (مصطفى)
- محمد علي رزق: (وليد)
- ضياء عبد الخالق: (أسامة)
- إيناس الفلال: (إلهام)
- سارة خليل: (عبير)
- نادين عصام: (حنين)
- محمود فايز: (كشك)
- يحيى أحمد: (شوقي)
- محسن منصور: (صبحي)
- أحمد أبو زيد: (إبراهيم السايس)
- خالد كمال: (المعلم فارس)
- كريم العمري: (سامح)
- جهاد حسام الدين: (أم نسمة)

## روابط خارجية
- لا بيانات لهذه المقالة على ويكي بيانات تخص الفن